# Moravské Bránice
Moravské Bránice är en ort i Tjeckien.   Den ligger i regionen Södra Mähren, i den sydöstra delen av landet, 180 km sydost om huvudstaden Prag. Moravské Bránice ligger 203 meter över havet och antalet invånare är 893.
Terrängen runt Moravské Bránice är huvudsakligen platt, men åt nordväst är den kuperad. Moravské Bránice ligger nere i en dal. Runt Moravské Bránice är det ganska tätbefolkat, med 120 invånare per kvadratkilometer. Närmaste större samhälle är Brno, 17,6 km nordost om Moravské Bránice. Trakten runt Moravské Bránice består till största delen av jordbruksmark.